# L'Ordre et la Morale
Cet article possède un paronyme, voir Ordre moral.
Pour plus de détails, voir Fiche technique et Distribution.
L'Ordre et la Morale est un film français réalisé par Mathieu Kassovitz et sorti en 2011. Le film s'appuie notamment sur le livre La Morale et l'Action (1990) de Philippe Legorjus, capitaine du GIGN lors de la prise d'otages d'Ouvéa que le film met en scène, et sur l'ouvrage collectif Enquête sur Ouvéa.

## Synopsis
En 1988, sur l'île d'Ouvéa en Nouvelle-Calédonie, des troupes militaires françaises donnent l'assaut, après l'assassinat de quatre gendarmes, à la gendarmerie, puis la prise d'otages par des indépendantistes Kanak de vingt-sept gendarmes mobiles, entre les deux tours de l'élection présidentielle.

## Fiche technique
- Titre français : L'Ordre et la Morale
- Titre de travail : Rébellion
- Réalisation : Mathieu Kassovitz
- Scénario : Mathieu Kassovitz, Pierre Geller et Benoît Jaubert, avec la collaboration de Serge Frydman, d'après le livre La Morale et l'action (1990) de Philippe Legorjus et d'après l'ouvrage collectif Enquête sur Ouvéa[2]
- Musique : Klaus Badelt
  - Interprétation : Les Tambours du Bronx
- Montage : Thomas Beard, Lionel Devuyst et Mathieu Kassovitz
- Direction de la photographie : Marc Koninckx
- Décors : Giuseppe Ponturo, Bruno Coupe et Emmanuelle Cuillery
- Costumes : Agnès Beziers
- Production : Christophe Rossignon et Philip Boëffard
  - Coproduction : Guillaume Colboc et Mathieu Kassovitz
  - Production associée : Benoît Jaubert
- Sociétés de production : Nord-Ouest Productions, Studio 37, France 2 Cinéma et UGC, en association avec la SOFICA Cofinova 7
- Sociétés de distribution : UGC Distribution (France)
- Budget: environ 15 000 000 €[3]
- Pays de production :  France
- Durée : 136 minutes
- Genre : drame historique
- Dates de sortie :
  - France : 16 novembre 2011

## Distribution
- Mathieu Kassovitz : le capitaine du GIGN Philippe Legorjus
- Iabe Lapacas : Alphonse Dianou
- Malik Zidi : Jean-Pierre Picon
- Alexandre Steiger : Jean Bianconi
- Daniel Martin : Bernard Pons
- Philippe Torreton : Christian Prouteau
- Sylvie Testud : Chantal Legorjus, l'épouse de Philippe Legorjus
- Steeve Une : Samy
- Philippe de Jacquelin Dulphé : général de brigade Vidal
- Patrick Fierry : colonel de l'armée Dubut
- Jean-Philippe Puymartin : général de gendarmerie Jérôme
- Stefan Godin : lieutenant colonel de gendarmerie Benson
- François « Kötrepi » Neudjen : Nine Wea
- Macki Wea : Djubelly Wea
- Pierre Gope : Franck Wahuzue
- Alphonse Djoupa : Hilaire Dianou
- Dave Djoupa : Wenceslas Laveloa
- Henry « Aïzik » Wea : Chef coutumier Imwone
- Aira « Toulousie » Gnipate : Tom Tchacko Pasteur
- Mathias Waneux : Chef Hwadrilla
- Stéphane Delesne : lieutenant colonel Arthur 11e choc
- Jean-Christophe Drouard : capitaine Jayot commando Hubert
- Aladin Reibel : général de brigade aérienne Norlain
- Patricia Wéa : la maman de la tribu
- Marc Robert : Marco du GIGN
- Augustin Legrand
- Xavier Jozelon : Vincent Moulié (non crédité)
- Alain Bera : un colonel

## Production

### Genèse
Mathieu Kassovitz rencontre d'abord des Kanaks en 2001, avant d'écrire le scénario, pour leur demander la permission de faire un film sur leur histoire. Kassovitz met ensuite deux ans à écrire une première version du scénario. Alors que la situation politique évolue, que Kassovitz fait de nouveaux voyages en Nouvelle-Calédonie et qu'il recueille de nouveaux témoignages (tant de soldats que de Kanaks), le scénario est remanié et 25 versions différentes sont écrites en l'espace de huit ans.

### Tournage
Initialement prévu pour être filmé en Nouvelle-Calédonie, sur les lieux de la prise d'otages d'Ouvéa, le tournage a finalement été déplacé en Polynésie française à la suite de l'opposition d'une partie de la population calédonienne, y compris kanak.

## Accueil

### Accueil critique
Le film est éreinté par la critique. Mathieu Kassovitz réplique violemment sur Twitter : « J'encule le cinéma français. Allez vous faire baiser avec vos films de merde. »

### Box-office
Rapporté à son budget de 15 millions d'euros, les 150 000 entrées en salle du film sont considérées comme un échec,.

### Critiques et polémiques

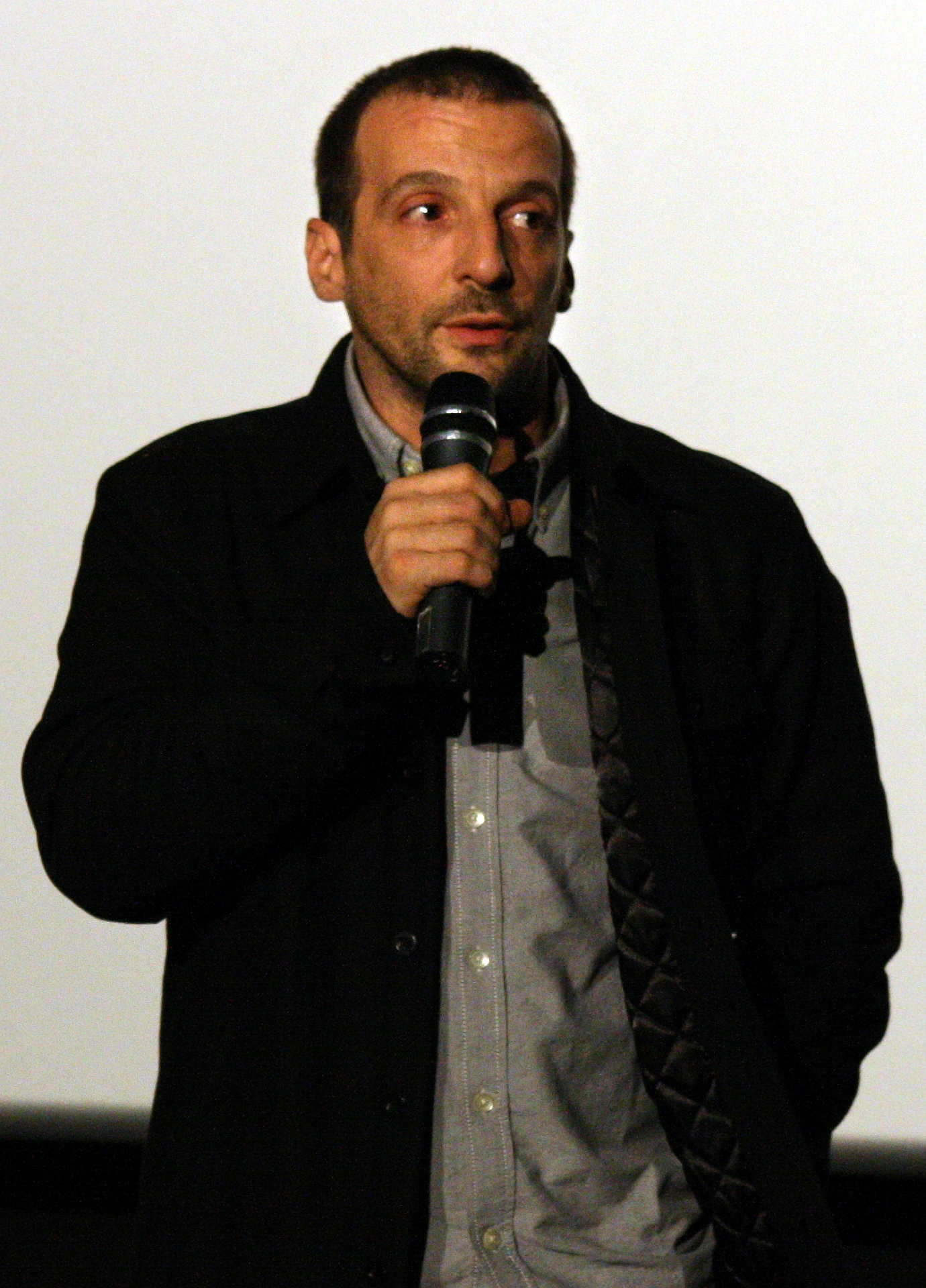
Mathieu Kassovitz en 2011 à l'avant-première.

De nombreuses polémiques ont précédé la sortie du film. Alors que la production avait demandé les moyens de l'Armée française pour reconstituer certains décors, celle-ci a refusé après avoir pris connaissance de l'esprit du scénario, contraire selon elle à la version historique et la remettant en cause de manière trop militante.
Toujours en réaction au scénario, au parti pris de l'auteur et à l'opposition d'une partie de la population locale kanak, il a été impossible de tourner le film sur les lieux du drame pour des raisons de sécurité. Il a donc été tourné en Polynésie française, avec le soutien des autorités politiques locales. Le film ne sera pas diffusé en Nouvelle-Calédonie au moment de sa sortie en salle. Le seul exploitant sur l'île l'a refusé au motif que l'œuvre de Kassovitz serait « très caricaturale et polémique » accusant le film de « rouvrir des plaies cicatrisées ». Selon Jean Bianconi, le substitut du procureur qui est intervenu dans les négociations, « ce film ne donne qu'une vision partiale et inexacte des faits qui ne servira pas la cause de la réconciliation entre les communautés et portera un coup terrible à toutes les familles des victimes : gendarmes, militaires du 11e choc tombés lors de l’assaut, kanaks, qui voient ainsi ravivée une douleur que seul le temps peut apaiser ».
Il est ensuite diffusé dans des salles de Nouméa, puis dans le reste de l'île.

## Distinctions
- Festival du film de Sarlat 2011 : Grand Prix

Le film est nommé aux Césars 2012, pour la meilleure adaptation. Le réalisateur considère alors insuffisant que son film ne soit proposé que dans cette seule catégorie et critique ouvertement la cérémonie sur Twitter.